# Thomas Rivers
Thomas Rivers (1798-1877) est un horticulteur et pépiniériste anglais, connu pour avoir développé de nouvelles variétés de roses et de fruits. 

## Biographie

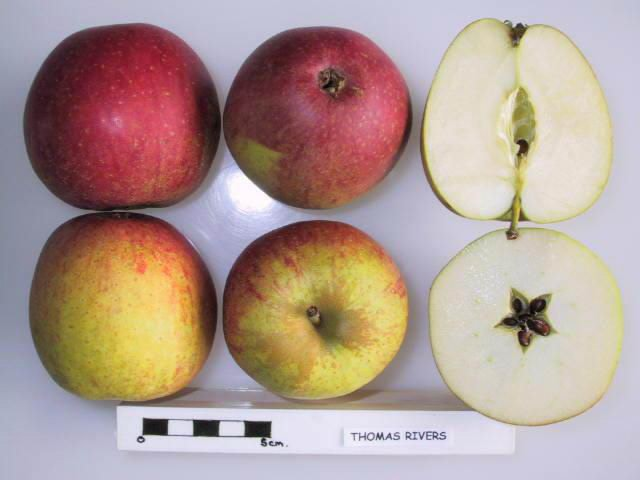
Coupe transversale de la pomme Thomas Rivers (National Fruit Collection)

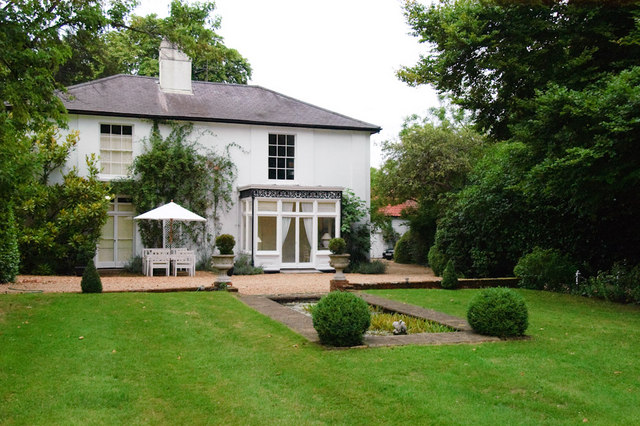
Bonks Hill House, demeure de Rivers.

Thomas Rivers naît le 27 décembre 1798 de Thomas et Jane Rivers de Sawbridgeworth, dans le  Hertfordshire. Son ancêtre John Rivers, né dans le Berkshire, fonde les pépinières Rivers à  Sawbridgeworth en 1725. Après le départ à la retraite de son père en 1827, Rivers se tourne aussi vers la culture des roses. Parmi ses apprentis, l'on compte le Français Ferdinand Jamin.
Rivers est un horticulteur pragmatique : ainsi par exemple son obtention de la prune 'Early Rivers' lui permet d'allonger la saison de fructification et de rivaliser de la sorte avec les horticulteurs continentaux bénéficiant d'un climat plus favorable. Il cultive aussi de petits arbres fruitiers et prend part à la fondation en 1854 de la Société de pomologie britannique (British Pomological Society.
Rivers meurt à Bonks Hill (Sawbridgeworth) le 17 octobre 1877, et est enterré à Sawbridgeworth.

## Publications
Rivers a publié :
- Catalogue of Roses, 1833.
- The Rose Amateur's Guide 1837, 11e édition, 1877.
- Miniature Fruit Garden; or the Culture of Pyramidal Fruit Trees, 1840, 20e édition, 1891.
- The Orchard House; or the Cultivation of Fruit Trees in Pots under Glass, 1850; 5e édition, 1858[2]; 6e édition, 1859; 16e édition publiée par son fils T. F. Rivers, en 1879.

Il a aussi écrit dans des journaux de jardinage, commençant par un article sur la culture des pommiers dans le London's Gardener's Magazine en 1827.

## Famille
De son mariage en 1827 avec Mary Ann, Rivers a deux fils et quatre filles. Son fils Thomas Francis Rivers dirige ensuite l'entreprise familiale et publie les travaux de son père,. C'est Thomas Francis Rivers qui a obtenu la fameuse poire Conférence. La petite-fille de Thomas Francis Rivers, May Rivers, est une illustratrice botanique fameuse.